# Mellac
Mellac (tiếng Breton: Mellag) là một xã của tỉnh Finistère, thuộc vùng Bretagne, miền tây bắc Pháp.

## Dân số
Người dân ở Mellac được gọi là Mellacois.